# Джон Баскервил
Джон Баскервил (на английски: John Baskerville) е английски типограф, словослагател и печатар, роден в село Улвърли (Wolverley) в графство Устършър през 1706 г.
Първоначално Баскервил работи като учител в Бирмингам, но от 1750 г. се заема с типография и по-точно със създаване на шрифтове. След дълги и усърдни занимания той успява да създаде шрифтове, които остават ненадминати до появата на предшествениците на съвременните латински шрифтове, създадени от италианеца Джиамбатиста Бодони и французина Дидо. Шрифтовете на Баскервил носят неговото име и с тях през 1756 г. в Бирмингам той отпечатва произведения на Вергилий. Следват издания на други римски класици, на английски автори (напр. Джон Милтън) и на италиански писатели, сред които е особено открояващо се изданието на Ариосто. Много ценно в типографско отношение е и неговото издание на Новия Завет (Оксфорд, 1763). Баскервил сам изготвя всичко необходимо за процеса на отпечатване, включително мастилото и хартията.
Баскервил умира на 8 януари 1775 г. Неговите шрифтове са закупени през 1779 г. от Бомарше за 3700 фунта стерлинги, който с този шрифт отпечатва разкошно издание на съчиненията на Волтер в 70 тома.

## Известни издания на Баскервил
- „Буколики, Георгики и Енеида“ от Вергилий (1757)
- „Изгубеният рай“ и „Възвърнатият рай“ от Милтън (1759)
- Молитвеник на енориаша (1762)